# Clube de Cinema de Porto Alegre
O Clube de Cinema de Porto Alegre é uma associação de cinéfilos da cidade de Porto Alegre, Brasil.
Foi fundado em 1948 pelo jornalista Paulo Gastal com a colaboração de Oswaldo Goidanich, inspirados no movimento cineclubístico europeu, buscando estabelecer um espaço de discussão sobre o cinema, com uma orientação um tanto de esquerda, bem como de exibição de filmes. Diversos artistas, críticos e intelectuais notáveis da cidade se ligaram ao Clube, como Erico Veríssimo, Carlos Reverbel, Guilhermino César, Mario Quintana, Carlos Scliar, Vasco Prado, Dante de Laytano, Fernando Corona, Nilo Ruschel e Aldo Obino, entre muitos outros.
Ao longo de sua história o Clube adquiriu considerável prestígio, organizando grandes mostras retrospectivas e divulgando produções fora do circuito comercial. Permanece em atividade realizando uma média de noventa sessões anuais, sempre nos sábados e domingos pela manhã em alguma sala de cinema de Porto Alegre. Apóia a Cinemateca Paulo Amorim, o Festival Internacional de Verão e o Festival Bourbon de Cinema, e realiza também sessões de clássicos, sempre acompanhadas de debates. Sempre que possível apresenta filmes gaúchos com a presença de seus realizadores. Também é o promotor do Festival de Cinema Fantástico de Porto Alegre, que atrai significativo público.
Em agosto de 2000 a editora da UFRGS e a Secretaria Municipal de Cultura de Porto Alegre publicaram o livro da pesquisadora Fatimarlei Lunardelli "Quando éramos jovens" (ISBN 9788570255587), sobre a história dos primeiros 52 anos de existência do Clube de Cinema.